# Zamach na lotnisku w Madrycie (2006)
Zamach na lotnisku w Madrycie – w sobotę 30 grudnia 2006, o godzinie 9:01, organizacja terrorystyczna ETA zdetonowała samochód-pułapkę wyładowany ogromną ilością materiałów wybuchowych (między 200 a 500 kilogramów), na jednym z parkingów czwartego terminalu portu lotniczego Madryt-Barajas. Silny wybuch spowodował śmierć dwóch osób, rannych zostało około 50 osób, wyrządził także spore szkody w infrastrukturze lotniska oraz był przyczyną odwołań i opóźnień lotów.
Na poziomie politycznym zamach został przeprowadzony w czasie zaawansowanych rozmów w ramach procesu pokojowego między rządem hiszpańskim a terrorystami z ETA, którzy wcześniej ogłosili trwałe zawieszenie broni.

## Zamach

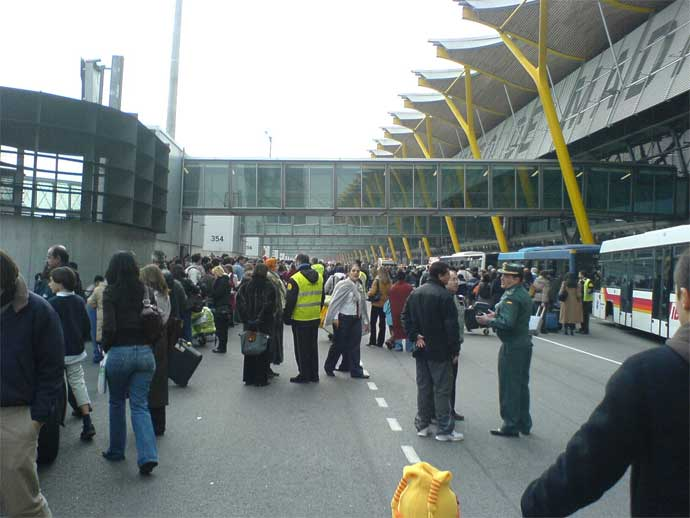
Ewakuowani pasażerowie przed lotniskiem

30 grudnia 2006 organizacja terrorystyczna ETA umieściła bombę w furgonetce powodując zniszczenia w infrastrukturze lotniska, raniąc około pięćdziesięciu osób i zabijając dwie, narodowości ekwadorskiej: Carlosa Alonsa Palate i Diega Armanda Estacia. Minister Spraw Zagranicznych Moratinos potwierdził ofiary śmiertelne rządowi Ekwadoru po kilku godzinach, podczas gdy w hiszpańskich mediach nadal mówiono o zaginionych.
Mamy do czynienia z sytuacją całkowitego zawalenia, dlatego ulegnie znacznemu opóźnieniu (mierzonemu nie w godzinach, ale w dniach) stwierdzenie czy jakieś osoby są pogrzebane pod gruzami
Burmistrz Madrytu Alberto Ruiz-Gallardón opisał w ten sposób sytuację na parkingu czwartego terminalu lotniska Barajas, gdzie o 9.01 eksplodowała furgonetka Renault Trafic na parkingu D.
Władze oszacowały, że pojazd był wyładowany 200 kilogramami materiałów wybuchowych, natomiast EFE (hiszpańska agencja informacyjna) podniosła tę liczbę do 500 kilogramów. Doszło do ciężkich szkód materialnych: eksplozja spowodowała gęsty słup dymu, zapadnięcie się pięciu pięter modułu D parkingu T4, spłonęło też wiele samochodów. Alfredo Pérez Rubalcaba poinformował w południe, że jedną osobę uważa się za zaginioną, po południu za zaginione uważano już dwie osoby, ich krewni wszczęli alarm już rano.